# Contea di Ventura
La contea di Ventura, in inglese Ventura County, negli Stati Uniti d'America, è una contea della California meridionale.  Si trova nella parte nord-occidentale della Greater Los Angeles Area. Spesso viene anche chiamata the Gold Coast. Secondo il censimento del 2000, la popolazione della contea ammontava a 753.197 abitanti. Dati più recenti affermano che la popolazione è aumentata a 813.052 persone.  Il capoluogo di contea è Ventura (nome ufficiale San Buenaventura), ma la città più grande è Oxnard.

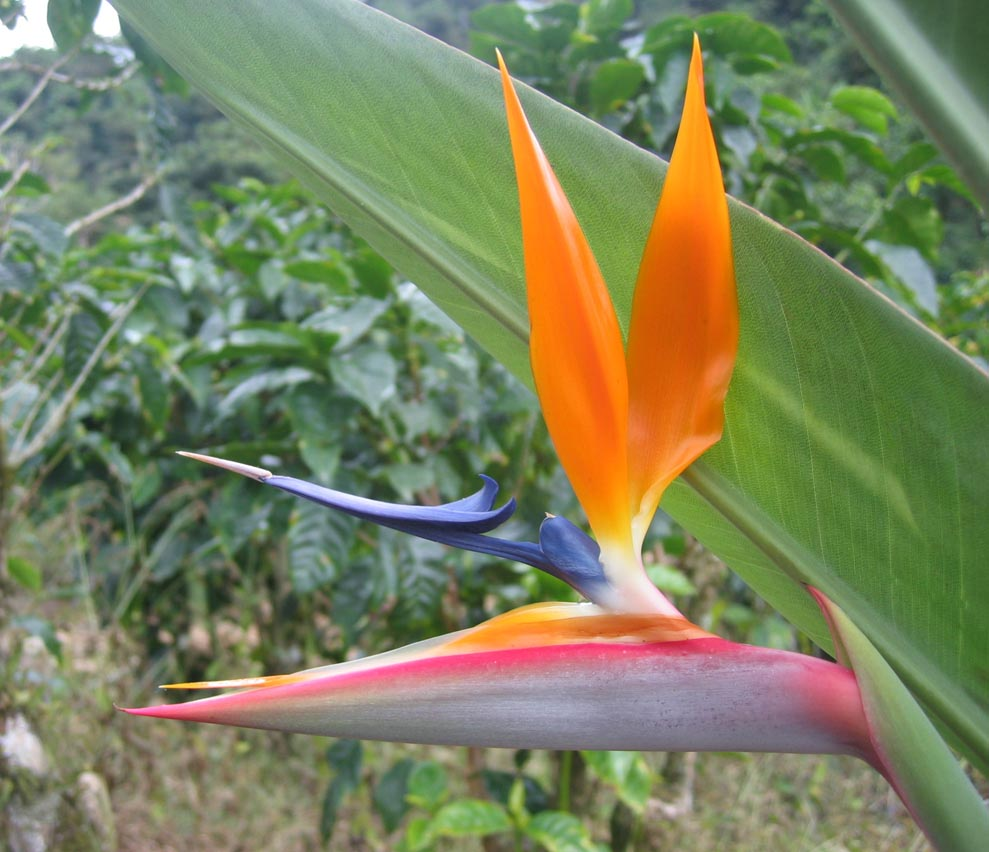
Un fiore comune della zona (Strelitzia reginae) nonché il fiore ufficiale della vicina città di Los Angeles

La contea gode la reputazione di essere uno dei luoghi più sicuri del paese.

## Geografia fisica
La contea si trova nel sud-ovest dello Stato e a sud si affaccia sull'Oceano Pacifico. Il territorio comprende anche due delle Channel Islands: l'isola di Anacapa, che rientra nel parco nazionale delle Channel Islands, e l'isola di San Nicolas. Il fiume principale è il Santa Clara che attraversa la contea nel centro-sud per poi sfociare nell'Oceano e forma la pianura costiera nella parte sud, conosciuta come pianura Oxnard. Nel sud-est, vicino alla costa, si innalzano le Santa Monica Mountains e le colline Simi. La parte nord è segnata invece dai monti di Santa Ynez, i monti Topatopa, e i monti Piru. Qui si trovano diverse vallate. Tra le aree protette, la contea include la Foresta nazionale di Los Padres.

### Contee confinanti
- Contea di Kern - nord
- Contea di Los Angeles - est
- Contea di Santa Barbara - ovest

## Storia
L'area era abitata da nativi Chumash. Gli esploratori spagnoli arrivarono nel XVI secolo e cominciarono a stabilirsi nell'area nel XVIII secolo. La missione San Buenaventura fu fondata nel 1782. La contea fu creata nel 1872 e fu chiamata come l'omonima missione, che a sua volta era stata chiamata così in onore di Bonaventura da Bagnoregio.

## Comuni[6]

### Cities
- Camarillo
- Fillmore
- Moorpark
- Ojai
- Oxnard
- Port Hueneme
- Ventura (capoluogo)
- Santa Paula
- Simi Valley
- Thousand Oaks

### Census-designated places
- Bell Canyon
- Casa Conejo
- Channel Islands Beach
- El Rio
- Lake Sherwood
- Meiners Oaks
- Mira Monte
- Oak Park
- Oak View
- Piru
- Santa Rosa Valley
- Santa Susana
- Saticoy
- Somis

## Principali strade ed autostrade
California State Route 23